# Stalag Luft III
Lo Stalag Luft III (in tedesco: Stammlager Luft III; SL III) fu un campo per prigionieri di guerra, gestito dalla Luftwaffe durante la Seconda guerra mondiale, dove fu tenuto in custodia il personale delle forze aeree alleate.
Il campo fu fondato nel marzo 1942 nella provincia tedesca della Bassa Slesia vicino alla città di Sagan (ora Żagań, in Polonia). Il sito fu selezionato perché il suo terreno sabbioso avrebbe reso difficoltosa un'eventuale fuga dei prigionieri di guerra.
È noto per due fughe di prigionieri di guerra alleati: la prima nel 1943 che divenne poi la storia del film The Wooden Horse (1950), basato sul libro del fuggitivo Eric Williams; la seconda, meglio nota come La grande fuga (in inglese: The Great Escape) nel marzo 1944, fu ideata dal comandante di squadriglia della Royal Air Force Roger Bushell e fu autorizzata dall'alto ufficiale britannico dello Stalag Luft III Herbert Massey. Una versione romanzata della fuga fu descritta nel film The Great Escape (1963), basato sul libro dell'ex prigioniero Paul Brickhill.
Il campo fu liberato dalle forze sovietiche nel gennaio 1945. Il sito dell'ex campo di prigionia è ora il "Museo del campo di prigionia Stalag Luft III".

## La vita del campo 1942-1944

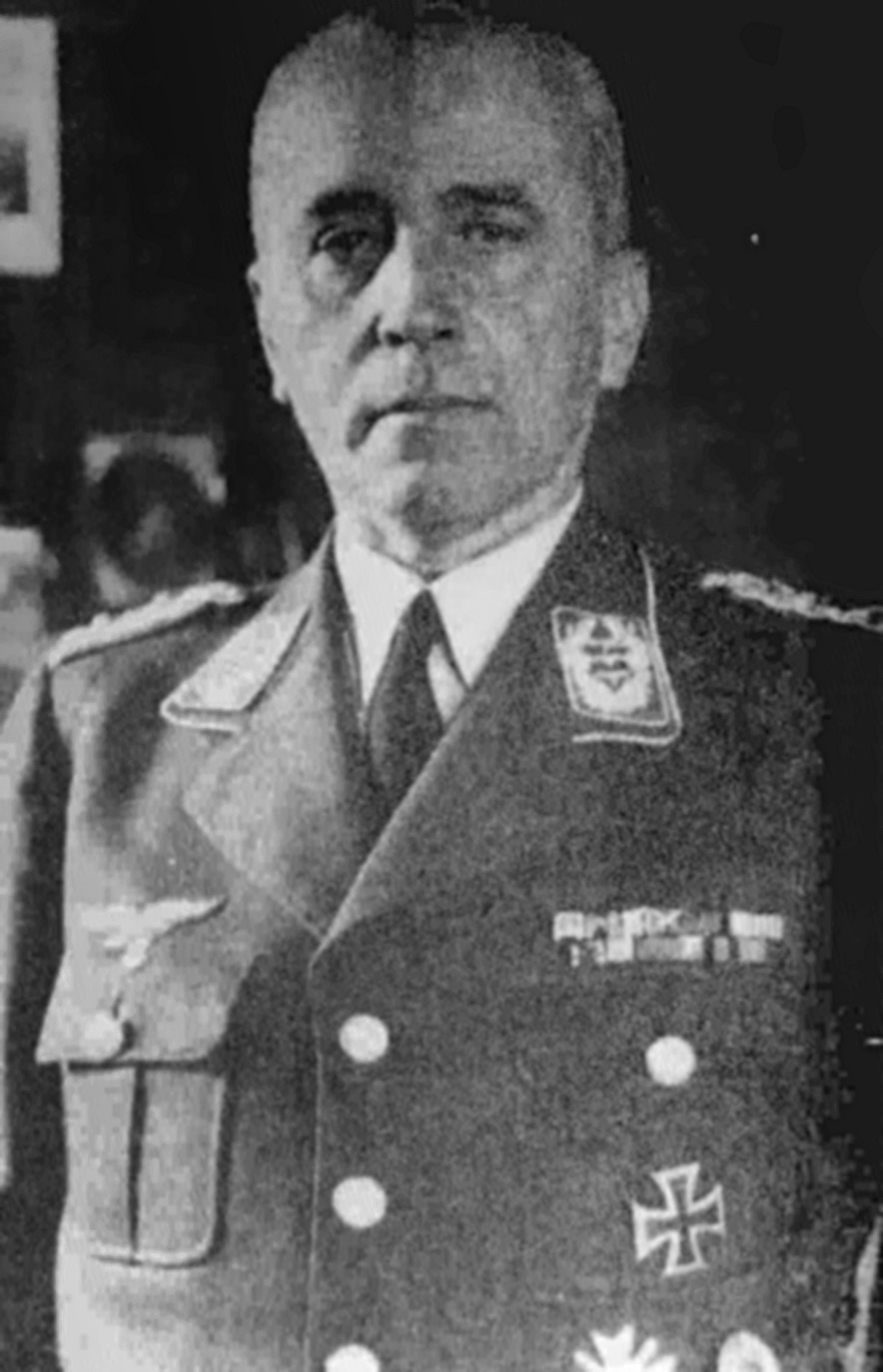
Il comandante dello Stalag Luft III Friedrich Wilhelm von Lindeiner-Wildau

L'esercito tedesco seguì la prassi per cui ogni ramo dell'esercito era responsabile dei prigionieri di guerra dei rami militari equivalenti, di conseguenza la Luftwaffe fu responsabile di qualsiasi equipaggio aereo alleato fatto prigioniero. Ciò incluse gli aviatori navali catturati, come i membri del British Fleet Air Arm, in altri casi, allo Stalag Luft III si trovò anche altro personale non aeronautico.
Il primo complesso (East Compound) del campo fu completato e aperto il 21 marzo 1942. I primi prigionieri di guerra, o kriegies (dal tedesco Kriegsgefangene, "Prigioniero di guerra"), a essere ospitati nello Stalag Luft III furono gli ufficiali britannici e del Commonwealth arrivati nell'aprile 1942. Il Centre Compound fu aperto l'11 aprile 1942, originariamente ospitò i sottufficiali britannici e del Commonwealth; alla fine del 1942 furono sostituiti dal personale USAAF. Il North Compound per gli aviatori britannici, (dove in seguito avvenne la "Grande Fuga") aprì il 29 marzo 1943. Il South Compound per gli americani fu aperto nel settembre 1943 ed i prigionieri USAAF iniziarono ad arrivare al campo in numero significativo il mese successivo e il West Compound fu aperto nel luglio 1944 per gli ufficiali statunitensi. Ogni complesso consisteva di quindici capanne a un piano della larghezza di circa 12 metri quadri ed ospitava quindici uomini in cinque cuccette a tre piani. Alla fine il campo crebbe fino a raggiungere l'estensione di circa 24 ettari e ospitò circa 2 500 ufficiali della Royal Air Force, circa 7 500 soldati delle forze aeree dell'esercito americano e circa 900 ufficiali di altre forze aeree alleate, per un totale di circa 11 000 detenuti, inclusi alcuni ufficiali ausiliari.
Il campo di prigionia aveva una serie di caratteristiche progettuali che resero estremamente difficile la fuga. Lo scavo di eventuali cunicoli, in particolare, fu reso difficoltoso da diversi fattori: le baracche che ospitarono i prigionieri furono sollevate da terra di circa 60 centimetri per rendere più agevole l'individuazione delle gallerie da parte delle guardie; il campo fu costruito su un terreno che aveva un sottosuolo molto sabbioso; la sabbia superficiale era di un grigio scuro mentre quella sottostante era giallo brillante, quindi poteva essere facilmente rilevata se qualcuno avesse scaricato la sabbia più chiara proveniente dallo scavo, sulla superficie grigia, o anche solo ne avesse avuto un po' sui vestiti. Una terza difesa contro i tunnel fu il posizionamento di alcuni microfoni collegati ad un sismografo intorno al perimetro del campo, che avrebbero dovuto rilevare eventuali rumori dovuti allo scavo.
Nel campo fu disponibile una consistente biblioteca con strutture scolastiche, dove molti prigionieri di guerra conseguirono anche lauree in lingue, ingegneria o legge: gli esami furono curati dalla Croce Rossa e supervisionati dagli accademici a loro volta prigionieri di guerra nel Luft III. I prigionieri costruirono anche un teatro e misero in scena degli spettacoli a cadenza bisettimanale di alta qualità. I prigionieri usarono l'amplificatore del campo per trasmettere una stazione radio di notizie e musica che chiamarono Station KRGY, abbreviazione di Kriegsgefangener, e pubblicarono anche due giornali, il Circuit ed il Kriegie Times, che uscivano quattro volte a settimana.
I prigionieri di guerra gestirono un sistema in base al quale i nuovi arrivati al campo venivano controllati per impedire agli agenti tedeschi di infiltrarsi nei loro ranghi. Qualsiasi prigioniero di guerra che non poteva essere garantito da altri due prigionieri di guerra che conoscevano il prigioniero di vista veniva severamente interrogato e successivamente scortato continuamente da altri prigionieri, fino al momento in cui potesse essere considerato un vero prigioniero di guerra alleato. Diversi infiltrati furono scoperti con questo metodo e nessuno è noto per essere sfuggito al rilevamento nel Luft III.
Le guardie tedesche furono indicate dai prigionieri come "goons" e accettarono di buon grado il soprannome dopo essere stato detto loro che stava per "German Officer Or Non-Com". Le guardie tedesche erano seguite dai prigionieri ovunque andassero, i movimenti delle guardie venivano poi accuratamente registrati in un fascicolo tenuto da una rotazione di ufficiali. Incapaci di fermare quello che i prigionieri chiamavano il sistema "Duty Pilot", i tedeschi lo lasciarono continuare e in un'occasione il fascicolo fu usato dal comandante von Lindeiner per denunciare due guardie che si erano allontanate dal servizio diverse ore prima.
Le 800 guardie della Luftwaffe del campo erano o troppo vecchie per il combattimento o giovani convalescenti per le ferite o per i lunghi turni di servizio. Poiché le guardie furono personale della Luftwaffe, i prigionieri ricevettero un trattamento molto migliore di quello concesso ad altri prigionieri di guerra in Germania. Il vice comandante Gustav Simoleit, professore di storia, geografia ed etnologia prima della guerra, parlava diverse lingue, tra cui inglese, russo, polacco e ceco. Trasferito a Sagan all'inizio del 1943, si dimostrò simpatico agli aviatori alleati. Ignorando il divieto contro l'estensione delle cortesie militari ai prigionieri di guerra, fornì pieni onori militari nei funerali dei prigionieri del Luft III, incluso l'episodio per un aviatore ebreo.
Il cibo fu una continua preoccupazione per i prigionieri di guerra: l'assunzione alimentare raccomandata per un maschio adulto sano e inattivo è di 2 150 chilocalorie. Nel Luft III le razioni civili tedesche "non lavorative" consentivano 1 928 kcal al giorno, con aggiunti dei pacchi e altri articoli alimentari della Croce Rossa americana, canadese e britannica, inviati ai prigionieri di guerra dalle loro famiglie. Come fu consuetudine nella maggior parte dei campi, la Croce Rossa e i singoli pacchi vennero prima raggruppati e poi distribuiti equamente agli uomini. Nel campo ci fu anche un sistema di baratto interno chiamato Foodacco: i prigionieri di guerra commercializzavano i beni in eccedenza come "punti" che potevano essere "spesi" su altri articoli; i tedeschi pagavano agli ufficiali catturati l'equivalente della loro paga in valuta interna al campo (lagergeld), che veniva usata per acquistare i beni messi a disposizione dall'amministrazione tedesca. Ogni tre mesi, la mensa veniva messa a disposizione per la vendita della birra. Poiché i sottufficiali non ricevevano alcuna "retribuzione", era prassi normale nei campi per gli ufficiali fornire un terzo per il loro uso, ma nel Luft III tutti i lagergeld erano raccolti per gli acquisti in comune. Poiché la politica del governo britannico consisteva nel detrarre la paga del campo dalla paga militare dei prigionieri, questo fondo comune evitò la pratica come in altri campi per cui gli ufficiali americani contribuirono agli acquisti della mensa britannica.
Lo Stalag Luft III ebbe anche il programma ricreativo meglio organizzato di qualsiasi altro campo di prigionia in Germania. Ogni complesso aveva campi di atletica e di pallavolo, i prigionieri poterono praticare sport come basket, softball, boxe, calcio, pallavolo, ping pong e scherma, organizzando anche campionati. Una piscina di 6,1 m × 6,7 m × 1,5 m fu utilizzata per immagazzinare l'acqua per contrastare gli incendi ed occasionalmente disponibile per il nuoto. Come descritto da J. Frank Diggs, molti servizi furono resi possibili dall'avvocato svedese Henry Söderberg, il rappresentante dell'YMCA di zona, e spesso portò nei suoi campi non solo attrezzature sportive e articoli religiosi a sostegno del lavoro dei cappellani, ma anche gli strumenti per la banda e l'orchestra di ogni campo e una biblioteca ben attrezzata.

## Prima fuga (1943)
La prima fuga avvenne nell'ottobre del 1943 nell'East Compound. Evocando un moderno cavallo di Troia, i kriegies costruirono un cavallo da volteggio ginnico, per la gran parte con il compensato proveniente dai pacchi della Croce Rossa. Il cavallo è stato progettato per nascondere uomini, attrezzi ed i contenitori per la terra. Ogni giorno il cavallo veniva portato nello stesso punto, vicino al recinto perimetrale, e mentre i prigionieri eseguivano gli esercizi ginnici, veniva scavato il tunnel al di sotto. Alla fine di ogni giornata lavorativa, veniva posta una tavola di legno sopra l'ingresso del tunnel e camuffata con la terra.
La ginnastica mascherò il vero scopo della ginnastica ed impedì che il rumore dello scavo fosse rilevato dai microfoni. Per tre mesi, tre prigionieri, il tenente Michael Codner, il tenente Eric Williams ed il tenente Oliver Philpot, in turni di uno o due alla volta, scavarono oltre 30 m di tunnel, usando ciotole come pale e barre di metallo per colpire la superficie del terreno per creare fori d'aria; non è stato utilizzato alcun puntellamento di sostegno se non in prossimità dell'ingresso.
La sera del 19 ottobre 1943, Codner, Williams e Philpot fuggirono. Williams e Codner riuscirono a raggiungere il porto di Stettino dove si imbarcarono su una nave danese con cui raggiunsero la Gran Bretagna. Philpot, spacciandosi per un produttore di margarina norvegese, riuscì a salire su un treno per Danzica e da lì su una nave svedese diretta a Stoccolma, da dove fu poi rimpatriato in Gran Bretagna. I resoconti di questa fuga sono stati riportati nel libro Goon in the Block (in seguito ribattezzato The Wooden Horse) di Williams, nel libro Stolen Journey di Philpot e nel film del 1950 The Wooden Horse.

## La "grande fuga" (1944)
Nel marzo 1943, il comandante di squadriglia Roger Bushell concepì un piano per la fuga in massa dal North Compound, che ebbe luogo nella notte tra il 24 e il 25 marzo 1944. Detenuto con gli altri aviatori britannici e del Commonwealth, fu al comando del "Comitato di Fuga" che gestì tutte le opportunità di fuga dal complesso.
Il capitano del gruppo Herbert Massey, in qualità di alto ufficiale britannico, autorizzò il tentativo di fuga che avrebbe avuto buone possibilità di successo: lo scavo simultaneo di tre cunicoli sarebbe diventato un vantaggio nell'eventualità che uno o più fosse stato scoperto, perché le guardie difficilmente avrebbero immaginato l'esistenza degli altri due. L'aspetto più importante del piano non fu il processo di costruzione, ma il numero di uomini destinati a scappare attraverso i tunnel: mentre i precedenti tentativi avevano coinvolto fino a 20 uomini, in questo caso Bushell proponeva di far uscire più di 200 uomini, tutti in abiti civili, alcuni con documenti falsi ed attrezzature per la fuga. Questo tentativo di fuga era di dimensioni senza precedenti ed avrebbe richiesto un'organizzazione senza pari: come mente della Grande Fuga, Roger Bushell meritò il nome in codice di "Big X". Complessivamente, più di 600 prigionieri furono coinvolti nella costruzione dei tunnel.

### I tunnel
Tre tunnel sono stati scavati per la fuga: Tom, Dick e Harry. L'operazione era così segreta che tutti dovevano fare riferimento a ciascun tunnel con il suo nome. Bushell ha preso la cosa così seriamente che minacciò l'uso della corte marziale per chiunque avesse pronunciato la parola "tunnel".
L'ingresso del tunnel Tom era posto in un angolo buio vicino al camino di una stufa nella baracca 123 e si estendeva a ovest nella foresta. Fu scoperto dai tedeschi e fatto saltare con la dinamite. L'ingresso del tunnel Dick era nascosto in un pozzetto di scarico nel bagno della baracca 122 e aveva la botola più sicura. Doveva andare nella stessa direzione del tunnel Tom, i prigionieri decisero che la capanna non sarebbe stata un sito sospetto data la lontananza dalla recinzione rispetto alle altre. Questo tunnel fu abbandonato perché l'area in cui sarebbe emerso fu sgomberata per l'espansione del campo, fu comunque usato per immagazzinare terra e provviste e come officina.
Il tunnel Harry dalla baracca 104 passò sotto il Vorlager (che conteneva l'area amministrativa tedesca), la capanna dei malati e le celle di isolamento per uscire nei boschi al confine settentrionale del campo. L'ingresso era nascosto sotto una stufa. Fu utilizzato per la fuga e fu scoperto mentre la fuga era in corso con solo 76 prigionieri liberi dei 220 previsti. I tedeschi lo riempirono di liquami e sabbia e lo sigillarono con cemento.
Dopo la fuga, i prigionieri iniziarono a scavare un altro tunnel chiamato George, ma fu abbandonato quando il campo fu evacuato.

### La costruzione delle gallerie
I tunnel furono scavati a circa 9 m sotto la superficie, molto piccoli, dotati di camere più grandi per ospitare una pompa ad aria, una sorta di officina e di posti di sosta. Le pareti sabbiose furano puntellate con pezzi di legno recuperati da tutto il campo, in gran parte dai letti dei prigionieri (della ventina di assi che originariamente sostenevano ogni materasso, ne rimasero solo otto su ogni letto) e anche da altri mobili in legno. Furono utilizzati anche altri materiali, come i barattoli di latta del latte in polvere fornito dalla Croce Rossa per i prigionieri. Il metallo delle lattine poteva essere modellato per vari strumenti e oggetti come palette e lampade, alimentate dalla zuppa scremata di grasso servita al campo e raccolta in minuscoli recipienti sempre di latta, con stoppini realizzati dagli abiti usurati. L'uso principale delle lattine si ebbe lungo l'ampio condotto di ventilazione in tutti e tre i tunnel.
Man mano che i tunnel si allungavano, una serie di innovazioni tecniche resero il lavoro più facile e sicuro: fu costruita anche una pompa per spingere l'aria fresca lungo il condotto, realizzata da Bob Nelson. Le pompe erano costruite con oggetti strani, inclusi pezzi di letti, mazze da hockey e zaini, oltre alle lattine del latte.
Il metodo usuale per smaltire la sabbia degli scavi fu di spargerla discretamente sulla superficie. All'interno dei pantaloni dei prigionieri furono attaccate piccole borse fatte di asciugamani o lunghe mutande; mentre camminavano, la sabbia poteva essere sparsa. A volte scaricavano la sabbia nei piccoli giardini che potevano curare. Mentre un prigioniero girava il terreno, un altro rilasciava la sabbia nel frattempo che entrambi sembravano conversare. I prigionieri indossarono dei cappotti per nascondere i rigonfiamenti dalla sabbia, per questo vennero chiamati "pinguini" a causa della loro presunta somiglianza. Nei mesi soleggiati la sabbia poteva essere portata all'esterno e sparsa sulle coperte usate per prendere il sole; nell'operazione furono coinvolti più di 200 prigionieri, per un totale di circa 25 000 viaggi.
I tedeschi erano consapevoli che stava succedendo qualcosa, ma non riuscirono a scoprire nessuno dei tunnel fino a molto tempo dopo. Per sventare un tentativo di fuga, diciannove dei principali sospetti furono trasferiti senza preavviso allo Stalag VIII C: di questi, solo sei erano stati coinvolti nella costruzione del tunnel. in particolare il canadese di nome Wally Floody, fu in realtà originariamente incaricato di scavare e mimetizzarsi prima del suo trasferimento.
Con il passare del tempo, i prigionieri non poterono più scaricare la sabbia fuori terra perché i tedeschi erano diventati troppo efficienti nel catturarli sul fatto. Dopo che il punto di uscita pianificato di "Dick" fu coperto da una nuova espansione del campo, si prese la decisione di iniziare a riempirlo: poiché l'ingresso del tunnel era molto ben nascosto, "Dick" venne utilizzato anche come deposito per oggetti come mappe, francobolli, permessi di viaggio falsi, bussole e vestiti. Alcune guardie collaborarono fornendo orari ferroviari, mappe e molti documenti ufficiali in modo che potessero essere falsificati. Alcuni abiti civili autentici sono stati ottenuti corrompendo il personale tedesco con sigarette, caffè o cioccolato. Questi abiti vennero usati dai prigionieri in fuga per spostarsi più facilmente dal campo, soprattutto in treno.
I prigionieri esaurirono i posti per nascondere la sabbia ed il manto nevoso invernale rese impossibile disperderla senza essere scoperti. Sotto i sedili del teatro c'era un grande spazio vuoto ma quando fu costruito i prigionieri avevano dato la loro parola di non abusare dei materiali: questo patto fu considerato inviolabile, tanto da valutare la questione con una "consulenza legale" interna, gli SBO (Senior British Officers) decisero che l'edificio completato non rientrava nella parola data. Un sedile nell'ultima fila fu incernierato e così il problema della dispersione della sabbia fu risolto.
I campi di prigionia tedeschi iniziarono a ricevere un numero maggiore di prigionieri americani, tanto che i tedeschi decisero di costruire nuovi campi appositamente per gli aviatori statunitensi: per consentire a più persone possibile di fuggire, compresi gli americani, aumentarono gli sforzi sui restanti due tunnel. Ciò attirò l'attenzione delle guardie e nel settembre 1943, l'ingresso di "Tom" divenne il 98° tunnel da scoprire nel campo; le guardie nel bosco avevano visto rimuovere la sabbia dalla baracca. I lavori su "Harry" cessarono e non ripresero fino al gennaio 1944.

### Il tunnel "Harry" completato
"Harry" fu finalmente pronto nel marzo 1944. A quel punto gli americani, alcuni dei quali avevano lavorato a "Tom", erano già stati allontanati; solo il maggiore americano Johnnie Dodge partecipò alla "Grande fuga", e nel frattempo era diventato cittadino britannico. In precedenza, il tentativo era stato pianificato per l'estate, dato il bel tempo, ma all'inizio del 1944 la Gestapo visitò il campo e ordinò di intensificare gli sforzi per rilevare le fughe. Piuttosto che rischiare di aspettare e far scoprire il loro tunnel, Bushell ordinò che il tentativo fosse fatto non appena fosse pronto. Molti tedeschi aiutarono volentieri i prigionieri nella fuga. Il film hollywoodiano suggerisce che i falsari erano in grado di creare repliche quasi esatte di quasi tutti i passaggi utilizzati nella Germania nazista. In realtà, i falsari ricevettero una grande assistenza dai tedeschi che vivevano a molte centinaia di miglia di distanza dall'altra parte del paese. Diverse guardie tedesche, che erano apertamente anti-naziste, fornirono volentieri ai prigionieri oggetti ed assistenza di ogni tipo per aiutarli nella fuga.
Nel loro piano, dei 600 che avevano lavorato alle gallerie solo 200 sarebbero riusciti a fuggire, divisi in due gruppi. Al primo gruppo di 100, chiamati "serial offenders", fu garantito un posto e ne comprendeva 30 che parlavano bene il tedesco o che avevano già una storia di fughe, per altri 70 si pensò che avessero lavorato di più sui tunnel. Il secondo gruppo, ritenuto di minori possibilità di successo, è stato scelto mediante sorteggio; chiamati "hard-arsers", avrebbero dovuto viaggiare di notte poiché quasi nessuno parlava il tedesco ed erano dotati solo dei documenti e delle attrezzature false più banali.
I prigionieri aspettarono circa una settimana per una notte senza luna, il venerdì 24 marzo ci fu il tentativo di fuga. Al calar della notte, gli assegnatari si trasferirono nella baracca 104. Sfortunatamente per i prigionieri, la botola di uscita di Harry era completamente congelata e per liberarla si è ritardato la fuga di un'ora e mezza. Poi si scoprì che il tunnel era arrivato a poca distanza dalla vicina foresta; alle 22.30 il primo uomo uscito è uscito poco prima della linea degli alberi vicino a una torre di guardia. (Secondo Alan Burgess, nel suo libro The Longest Tunnel, il tunnel ha raggiunto la foresta, come previsto, ma i primi alberi erano troppo radi per fornire una copertura adeguata). Poiché la temperatura era scesa sotto lo zero e c'era neve sul terreno, si sarebbe creata una scia scura strisciando per coprirsi. Per evitare di essere visti dalle sentinelle, le fughe furono ridotte a una decina all'ora, invece di quella ogni minuto che era stata programmata. Dato che sarebbero stati fucilati se catturati mentre cercavano di tornare alle loro baracche, questi uomini si sono rimessi le proprie uniformi e hanno dormito un po'. Un raid aereo ha poi spento l'illuminazione elettrica del campo (e del tunnel), rallentando ulteriormente la fuga. Verso l'una di notte il tunnel è crollato e ha dovuto essere riparato.
Nonostante questi problemi, 76 uomini sono strisciati verso la libertà, fino a quando alle 4:55 del mattino del 25 marzo, il 77º uomo è stato visto uscire da una delle guardie. Quelli già tra gli alberi iniziarono a correre, mentre il capo squadriglia neozelandese Leonard Henry Trent VC, che aveva appena raggiunto la linea degli alberi, si alzò e si arrese. Le guardie non avevano idea di dove fosse l'ingresso del tunnel, quindi hanno iniziato a perquisire le baracche, dando così il tempo agli uomini di bruciare i loro documenti falsi. La baracca 104 è stata una delle ultime ad essere perquisita e, nonostante l'uso dei cani, le guardie non riuscirono a trovare l'ingresso. Alla fine, la guardia tedesca Charlie Pilz tornò strisciando attraverso il tunnel ma si trovò intrappolato all'estremità del campo; iniziò a chiedere aiuto ed i prigionieri aprirono l'ingresso per farlo uscire, rivelandone così la reale posizione.
Il primo problema per i fuggitivi fu che la maggior parte di loro non era in grado di trovare la strada per la stazione ferroviaria, fino a quando la luce del giorno non rivelò che si trovava in una rientranza della parete laterale di un tunnel pedonale sotterraneo. Di conseguenza, molti di loro hanno perso i loro treni notturni e hanno deciso di attraversare il paese a piedi o di aspettare sulla banchina alla luce del giorno. Un altro problema imprevisto fu rappresentato dalle condizioni meteo: questo era il marzo più freddo degli ultimi trent'anni, con neve fino a 1 metro di profondità, quindi i fuggitivi non ebbero altra scelta che lasciare la copertura dei boschi e dei campi per rimanere in strada.

### Gli omicidi dei fuggitivi
Dopo la fuga, i tedeschi fecero un inventario del campo e scoprirono quanto fosse stata estesa l'operazione: erano scomparse quattromila assi, oltre a 90 letti matrimoniali a castello completi, 635 materassi, 192 coperte, 161 federe, 52 tavoli da venti persone, 10 tavoli singoli, 34 sedie, 76 panche, 1 212 capezzali, 1 370 stecche di legno, 1 219 coltelli, 478 cucchiai, 582 forchette, 69 lampade, 246 taniche d'acqua, 30 pale, 300 m di cavo elettrico, 180 m di corda e 3 424 asciugamani. Sono state utilizzate 1 700 coperte, insieme a più di 1 400 lattine del latte. Il cavo elettrico era stato rubato dopo essere stato lasciato incustodito da alcuni lavoratori tedeschi e poiché non avevano denunciato il furto furono giustiziati dalla Gestapo. Da allora in poi ogni letto è stato fornito con solo nove assi e sono state contate regolarmente dalle guardie.
Dei 76 fuggitivi, 73 furono catturati. Adolf Hitler inizialmente voleva che tutti gli ufficiali catturati venissero fucilati; Hermann Göring, il feldmaresciallo Keitel, il generale Westhoff e il generale Hans von Graevenitz fecero notare a Hitler che un massacro avrebbe potuto provocare rappresaglie ai piloti tedeschi nelle mani degli Alleati. Hitler accettò, ma insistette che "più della metà" doveva essere fucilata, ordinando infine al capo delle SS Himmler di giustiziare più della metà dei fuggitivi. Himmler passò la selezione al generale Arthur Nebe e cinquanta fuggitivi furono giustiziati singolarmente o in coppia.
Diciassette fuggitivi catturati furono restituiti allo Stalag Luft III. Due fuggitivi catturati furono mandati a Oflag IV-C Colditz, e quattro furono mandati al campo di concentramento di Sachsenhausen, uno tra loro scherzò dicendo "l'unica via d'uscita da qui è su per il camino". Riuscirono a scavare un tunnel e fuggire tre mesi dopo, anche se furono poi catturati.
Tre fuggitivi ebbero successo:
- Per Bergsland, pilota norvegese dello Squadrone RAF n. 332, fuggitivo n. 44
- Jens Müller, pilota norvegese dello Squadrone RAF n. 331, fuggitivo n. 43
- Bram van der Stok, pilota olandese dello Squadrone RAF n. 41, fuggitivo n. 18

Bergsland e Müller fuggirono insieme e raggiunsero la Svezia neutrale in treno prima e poi in barca con l'aiuto dei marinai svedesi. Van der Stok, a cui fu concesso uno dei primi posti dal "Comitato di Fuga", grazie alle sue abilità linguistiche e di fuga, viaggiò attraverso gran parte dell'Europa occupata con l'aiuto della Resistenza francese prima di trovare sicurezza in un consolato britannico in Spagna.

### Conseguenze
La Gestapo indagò sulla fuga e, dato che l'inchiesta non portò alla luce nuove informazioni significative, il comandante del campo, von Lindeiner-Wildau, fu allontanato e minacciato con la corte marziale. Per evitare la prigionia finse una malattia mentale e, mentre fungeva da secondo in comando di un'unità di fanteria, fu ferito dalle truppe sovietiche che avanzavano verso Berlino. Si arrese alle forze britanniche alla fine della guerra e fu prigioniero di guerra per due anni nel campo di prigionia noto come "London Cage". Testimoniò durante l'indagine SIB britannica relativa agli omicidi nello Stalag Luft III. Originariamente in servizio nello staff personale di Göring, von Lindeiner era stato poi assegnato al comando del campo di Sagan: seguì le convenzioni di Ginevra riguardanti il trattamento dei prigionieri di guerra guadagnandosi il rispetto dei prigionieri anziani, fu rimpatriato nel 1947 e morì nel 1963 all'età di 82 anni.
Il 6 aprile 1944 il nuovo comandante del campo Oberstleutnant Erich Cordes informò Massey di aver ricevuto la comunicazione ufficiale dall'Alto Comando tedesco nella quale si riportava che 41 dei fuggitivi furono fucilati mentre resistevano all'arresto. Lo stesso Massey fu rimpatriato per motivi di salute pochi giorni dopo. Nei giorni successivi, i prigionieri raccolsero i nomi dei 47 prigionieri che consideravano dispersi. Il 15 aprile (o il 17 aprile in alcune fonti) il nuovo alto ufficiale britannico, il capitano Douglas Wilson, passò un elenco di questi nomi ad un visitatore ufficiale della Croce Rossa Svizzera.
Cordes è stato sostituito poco dopo dall'Oberst Werner Braune. Braune rimase sconvolto del fatto che così tanti fuggitivi fossero stati uccisi e permise ai prigionieri rimasti di costruire un monumento alla memoria al quale contribuì anche lui stesso.
Il governo britannico apprese delle morti da una visita di routine al campo da parte delle autorità svizzere in qualità di potenza protettrice a maggio; il ministro degli Esteri britannico Anthony Eden annunciò la notizia alla Camera dei Comuni il 19 maggio 1944. Poco dopo il rimpatriato Massey arrivò in Gran Bretagna ed informò il governo sulla sorte dei fuggitivi. Eden aggiornò il Parlamento il 23 giugno, promettendo che, alla fine della guerra, i responsabili sarebbero stati assicurati alla giustizia.

### Indagini e procedimenti giudiziari del dopoguerra
Il generale Arthur Nebe, che si pensa avesse selezionato i prigionieri da fucilare, fu coinvolto nel complotto del 20 luglio per uccidere Hitler e fu giustiziato dalle autorità naziste nel 1945.
Dopo la fine della guerra, Wilfred Bowes della RAF Police Special Investigation Branch (SIB) ha iniziato a fare ricerche sulla Grande Fuga dando vita ad una caccia all'uomo per il personale tedesco ritenuto responsabile dell'uccisione dei fuggitivi. Di conseguenza, diversi ex membri della Gestapo e del personale militare tedesco furono condannati per i crimini di guerra per gli omicidi dello Stalag Luft III.
Il colonnello Telford Taylor era il pubblico ministero degli Stati Uniti nel caso dell'Alto Comando tedesco al processo di Norimberga. L'accusa prevedeva che lo Stato Maggiore dell'Esercito e l'Alto Comando delle Forze Armate tedesche fossero considerati organizzazioni criminali, i testimoni furono molti dei marescialli tedeschi sopravvissuti ed i loro ufficiali di stato maggiore: uno dei capi d'accusa era proprio l'omicidio dei cinquanta. Il colonnello della Luftwaffe, Bernd von Brauchitsch, che prestò servizio nello staff del maresciallo del Reich Hermann Göring, fu interrogato dal capitano Horace Hahn sugli omicidi: diversi ufficiali della Gestapo, responsabili degli omicidi, furono giustiziati o imprigionati.

### Sopravvissuti
- Il capo squadrone BA "Jimmy" James MC, della RAF fu abbattuto nei Paesi Bassi il 5 giugno 1940 e successivamente fu coinvolto in 13 tentativi di fuga da vari campi e prigioni, compresa la "Grande Fuga". Ha scritto un resoconto di queste fughe nel suo libro del 1983 "Moonless Night".
- Il tenente della RAF Bernard "Pop" Green, è stato uno dei fuggitivi catturato dai tedeschi e rimandato nello Stalag Luft III. Sopravvisse alla guerra e tornò a casa nel Buckinghamshire. Nato nel 1887, morì il 2 novembre 1971.[38] All'età di 56 anni fu la persona più anziana coinvolta nella fuga. Suo nipote Lawrence Green ha scritto un libro nel 2012 intitolato Great War to Great Escape: The Two Wars of Flight Lieutenant Bernard 'Pop' Green MC.[39]
- Il tenente Tony Bethell, ufficiale della RAF, fu abbattuto e catturato in Olanda il 7 dicembre 1942. Fu portato allo Stalag Luft III e, all'età di 21 anni, il 24 marzo 1944, fu l'uomo più giovane a fuggire attraverso il tunnel "Harry". Fu catturato il 28 marzo e interrogato dalla Gestapo prima di essere riportato allo Stalag Luft III. Morì in Canada nel 2004. In onore di suo marito, Lorna Bethell ha donato 2000000 $ e ha organizzato una raccolta fondi che ha portato all'apertura del Bethell Hospice nel 2010.[40]
- Jack Harrison, uno dei 200 uomini della Grande Fuga, è morto il 4 giugno 2010 all'età di 97 anni.[41][42]
- Les Broderick, che sorvegliò l'ingresso del tunnel "Dick", è morto l'8 aprile 2013 all'età di 91 anni. Fece parte del gruppo dei tre che fuggirono dal tunnel "Harry" e poi catturati nel cottage che avevano trovato per riposarsi, purtroppo per loro si rivelò essere pieno di soldati.[43]
- Ken Rees, uno scavatore, era nel tunnel quando è stata scoperta la fuga. In seguito ha vissuto nel Galles del Nord ed è morto all'età di 93 anni il 30 agosto 2014. Scrisse un libro dal titolo Lie in the Dark and Listen.[44][45]
- L'ufficiale Gordon King di Edmonton,[46] era stato il numero 141 a fuggire, azionò la pompa per convogliare l'aria nel tunnel. Parlando del suo basso numero e della conseguente incapacità di uscire dal tunnel quella notte, dichiarò di considerarsi fortunato. King era stato abbattuto in Germania nel 1943 trascorrendo il resto della guerra come prigioniero. Partecipò alla serie televisiva Battle Scars nella sua città natale di Edmonton.[46]
- Jack Lyon, numero 79, festeggiò il suo centesimo compleanno nel 2017.[47] È morto il 12 marzo 2019, all'età di 101 anni.
- Paul Royle, un pilota di Bristol Blenheim, è stato intervistato nel marzo 2014 nel 70º anniversario della fuga, vivendo a Perth, in Australia, all'età di 100 anni. Ha minimizzato il significato della fuga e ha affermato di non aver fatto nulla di straordinario, dicendo: "Mentre tutti speravamo nel futuro, siamo stati fortunati ad avere il futuro. Alla fine abbiamo sconfitto i tedeschi e basta". Royle è morto, all'età di 101 anni, nell'agosto 2015.[48]
- Dick Churchill è stato l'ultimo sopravvissuto dei 76 fuggitivi, prima della sua morte avvenuta il 15 febbraio 2019;[49][50] allora capo squadrone della RAF, fu tra i 23 non giustiziati dai nazisti.[48][51] Churchill, un pilota di bombardieri, fu scoperto dopo la fuga nascosto in un fienile. In un'intervista del 2014 all'età di 94 anni, ha affermato di essere abbastanza certo di essere stato risparmiato dall'esecuzione perché i suoi rapitori pensavano che potesse essere imparentato con il primo ministro britannico Winston Churchill.[51]
- Charles Clarke era un ufficiale della RAF che operò come puntatore. Dopo che il suo bombardiere Avro Lancaster si schiantò, fu catturato e inviato allo Stalag Luft III, arrivando alcune settimane prima della Grande Fuga. Non prese parte alla fuga in sé, ma contribuì a falsificare i documenti e agì come "osservatore". In seguito prese parte alla marcia forzata, prima di essere liberato. Rimase nella RAF dopo la guerra, raggiungendo il grado di Air Commodore. Tornò al campo in età avanzata e aiutò a costruire una replica della baracca 104, da dove iniziò lo scavo del tunnel della Grande Fuga. Ha anche ripercorso la marcia forzata ad ogni anniversario. Morì il 7 maggio 2019.[52][53][54]

## La liberazione nel 1945
Poco prima della mezzanotte del 27 gennaio 1945, con le truppe sovietiche a soli 26 km di distanza, i restanti 11 000 prigionieri di guerra furono fatti marciare fuori dal campo con destinazione Spremberg. A temperature gelide e con 15 cm di neve, 2 000 prigionieri sono stati assegnati a liberare la strada davanti al gruppo principale. Dopo una marcia di 55 km, i prigionieri di guerra arrivarono a Bad Muskau, riposarono per 30 ore prima di marciare per i restanti 26 km verso Spremberg. Il 31 gennaio, i prigionieri del South Compound e più 200 uomini del West Compound furono inviati in treno allo Stalag VII-A di Moosburg, seguiti da altri prigionieri il 7 febbraio. Trentadue prigionieri fuggirono durante la marcia verso Moosburg, ma furono tutti catturati. I prigionieri rimanenti a Spremberg furono inviati allo Stalag XIII-D a Norimberga il 2 febbraio.
Con l'avvicinarsi delle forze statunitensi il 13 aprile, i prigionieri americani al XIII-D furono condotti allo Stalag VII-A. Mentre la maggioranza ha raggiunto il VII-A il 20 aprile, lungo la strada molti di loro si separarono dal gruppo, con le guardie tedesche che non fecero alcun tentativo per fermarli. Costruito per contenere 14 000 prigionieri di guerra, lo Stalag VII-A ora ne ospitò 130 000 evacuati di cui 500 vivevano in baracche costruite per contenere 200 prigionieri. Alcuni scelsero di vivere in tenda mentre altri dormirono in trincee antiaeree. La 14ª divisione corazzata statunitense liberò i prigionieri della VII-A il 29 aprile. Il libro di Kenneth W. Simmons Kriegie (1960) descrive la vita dei prigionieri di guerra della sezione americana dello Stalag Luft III negli ultimi mesi della guerra, termina con la marcia forzata invernale dal campo prima dell'avanzata delle truppe sovietiche e alla fine della liberazione.

## Prigionieri di rilievo
Il personale militare tenuto a Stalag Luft III incluse:
- Il pilota di caccia Roland Beamont, in seguito pilota collaudatore dell'English Electric Canberra e dell'English Electric Lightning, arrivò allo Stalag Luft III subito dopo la "Grande Fuga", essendo stato abbattuto con il suo Hawker Tempest da fuoco da terra, mentre attaccava una truppa vicino a Bocholt durante la sua 492ª sortita.
- Il giornalista australiano Paul Brickhill è stato detenuto allo Stalag Luft III dal 1943 fino al rilascio. Nel 1950 scrisse The Great Escape, il primo resoconto completo dell'evasione, che fu poi adattato nel film; e ha continuato a raccontare la vita di Douglas Bader in Bader il pilota ("Reach for the Sky") e gli sforzi del No. 617 Squadron RAF "Dam Busters".
- Josef Bryks, pilota di caccia cecoslovacco, imprigionato allo Stalag Luft III dall'agosto 1943 al luglio 1944.[58]
- Col. Darr Alkire, Comandante del 449º Gruppo Bombardieri. L'alto ufficiale responsabile del West Compound dall'aprile 1944 al rilascio nell'aprile 1945. Futuro generale di brigata, fu insignito della Silver Star.
- L'ufficiale di volo Ray Grayston, RAF, uno dei "Dam Busters" che aveva bombardato la diga di Eder, fu detenuto allo Stalag Luft III dal 1943 al 1945.[59]
- Il tenente di volo George Harsh della Royal Canadian Air Force (RCAF) fu un membro del comitato esecutivo della Grande Fuga e dell'"ufficiale di sicurezza" del campo. Era uno dei 19 "sospetti" trasferiti a Belaria poco prima della fuga. Nato nel 1910 da una famiglia benestante e importante nello stato americano della Georgia, Harsh, uno studente di medicina, fu condannato all'ergastolo nel 1929 per l'omicidio da brivido confessato di un droghiere. Ha salvato la vita di un compagno di prigionia eseguendo un'appendicectomia di emergenza, per la quale il governatore della Georgia Eugene Talmadge lo rilasciò sulla parola nel novembre 1940 e gli concesse la grazia. Quindi si unì alla RCAF come mitragliere di coda e dopo essere stato abbattuto nel 1942 fu inviato a Stalag Luft III. Nel 1971 pubblicò la sua autobiografia che da allora è stata tradotta in tedesco e russo.[60]
- George J. Iles, ex ufficiale della US Army Air Forces e pilota di caccia da combattimento con il 99th Fighter Squadron del 332th Fighter Group (i Tuskegee Airmen o "Red Tails)[61] Fu trasferito a Norimberga-Langwasser, e poi prigioniero multinazionale di guerra nello Stalag VII-A , il più grande campo di prigionia della Germania nazista.
- David M. Jones, comandante del 319th Bombardment Group in Nord Africa, fu detenuto allo Stalag Luft III per due anni e mezzo. Secondo la sua biografia ha guidato la squadra di scavo nel tunnel Harry. All'inizio del 1942 Jones prese parte al raid di Doolittle sul Giappone intrapreso come rappresaglia per l'attacco del dicembre 1941 a Pearl Harbor.
- Il capo squadrone Phil Lamason della Royal New Zealand Air Force, che era anche l'alto ufficiale responsabile di 168 aviatori alleati inizialmente detenuti nel campo di concentramento di Buchenwald.
- Nathan "'Nat" Leaman, tentò la fuga dallo Stalag Luft 3, successivamente fu trasferito a Heydekrug - credeva che il personaggio "scroccone" nel film interpretato da James Garner fosse basato su Nat.
- Il tenente Geoffrey Douglas Leyland, pronipote del magnate armatoriale britannico Frederick Richards Leyland, fu abbattuto e catturato in Olanda nel giugno 1942. Trascorse il resto della guerra nello Stalag Luft III controllando i prigionieri di guerra in arrivo.
- Il maggiore P. P. Kumaramangalam della British Indian Army, futuro capo dell'esercito indiano.
- Il tenente Gordon "Moose" Miller, aiutò a trasportare il cavallo di legno dentro e fuori ogni giorno sotto i cannoni tedeschi senza vacillare con il peso di due scavatrici nascoste e un giorno di terra. È stato insignito della Distinguished Flying Cross per aver riparato un Vickers Wellington danneggiato in volo e aver permesso all'equipaggio di paracadutarsi in sicurezza.[62]
- Robert M. Polich Sr., in servizio nelle forze aeree dell'esercito degli Stati Uniti, ha ricevuto la Distinguished Flying Cross; in seguito è apparso nel cortometraggio Red Leader on Fire, presentato al festival dei cortometraggi Greatest Generation del Minnesota nel 2008.[63]
- Il colonnello Delmar T. Spivey, che fu, per un periodo, il Senior American Officer (SAO), fu catturato il 12 agosto 1943, mentre volava come osservatore su un Boeing B-17 Flying Fortress nel 407th Bomb Squadron, del 92th Bomb Group.[64][65][66] In qualità di esperto USAAF di artiglieria aerea, Spivey era in missione per valutare possibili miglioramenti alle torrette.[67] Spivey assunse il comando come SAO nel Centre Compound nell'agosto del 1943. Stupito dall'ingegnosità dei prigionieri, fece creare una storia accuratamente codificata del campo, in modo che i futuri prigionieri di guerra non avrebbero dovuto "reinventare la ruota". Questo documento accuratamente nascosto fu recuperato e trasportato con non pochi rischi quando il campo fu frettolosamente evacuato alla fine di gennaio 1945, mentre i tedeschi fecero marciare i prigionieri lontano dalle armate russe che avanzavano rapidamente. I documenti sono serviti come base e impulso iniziale per Stalag Luft III – The Secret Story, la storia del campo del colonnello USAF Arthur A. Durand in pensione.[68]
- Il comandante Robert Stanford Tuck, asso dell'aviazione britannico con 29 vittorie, fu imprigionato a Sagan fino a poco prima della Grande Fuga; sospettato di essere un capobanda, fu trasferito a Belaria, che Tuck ritenne di avergli salvato la vita. Il suo mentore, Roger Bushell, fu tra i fucilati dopo la Grande Fuga. Alla fine Tuck riuscì a fuggire il 1º febbraio 1945, durante l'evacuazione del campo, con l'aiuto del pilota polacco della RAF Zbigniew Kustrzyński. Entrambi hanno raggiunto le linee russe.[69]
- Il tenente canadese Wally Floody, abbattuto a bordo del suo aereo Supermarine Spitfire, fu imprigionato a Sagan fino a poco prima della Grande Fuga; era uno dei 19 trasferiti a Belaria. Floody era stato incaricato di scavare e mimetizzarsi dallo stesso Roger Bushell. Alla fine della guerra Floody fornì le prove sulle condizioni nei campi di prigionia ai processi di Norimberga. All'inizio del 1962, Floody ricevette una telefonata dal regista John Sturges. A Floody è stato detto di un film che stava progettando basato sul libro di Paul Brickhill, un pilota australiano che trascorse del tempo allo Stalag Luft III. Floody ha accettato di essere consulente tecnico per il film del 1963 The Great Escape. È considerato la controparte nella vita reale dell'immaginario "Tunnel King" di quel film, Danny Velinski, interpretato da Charles Bronson. Dopo essere tornato alla vita civile, Floody divenne un uomo d'affari e co-fondatore della Royal Canadian Air Force Prisoners of War Association. Morì a Toronto , in Ontario, il 25 settembre 1989.
- Il generale di brigata Arthur W. Vanaman, l'ufficiale di più alto grado dell'USAAF catturato nel teatro delle operazioni europeo. Vanaman, un ufficiale dell'intelligence, succedette a Spivey come SAO a metà del 1944. Fu catturato, come Spivey, dopo aver volato come osservatore in una missione di bombardamento. L'equipaggio aveva consigliato a Vanaman di salvarsi dopo che il suo aereo era stato colpito dalla contraerea.
- Il colonnello Jerry Sage, leader della guerriglia e sabotatore noto come "Silent Death" che servì l'OSS di William "Wild Bill" Donovan (il precursore della CIA) durante la seconda guerra mondiale. Ha lavorato per quindici mesi all'enorme progetto dei tre tunnel, incaricato di nascondere oltre 200.000 libbre di sabbia dorata. Negli anni '60 prestò servizio come comandante del 10º gruppo di forze speciali dell'esercito americano (Airborne) a Bad Toelz in Baviera.[70]
- Peter Stevens (ufficiale della RAF), l'unico pilota di bombardieri ebreo-tedesco conosciuto nella Royal Air Force. Stevens (nato Georg Franz Hein ad Hannover) era un rifugiato che viveva a Londra allo scoppio delle ostilità e ha rubato l'identità di un ex compagno di scuola londinese per arruolarsi. Come pilota di un Handley Page Hampden, ha effettuato 22 operazioni di combattimento prima che il suo aereo venisse colpito dalla contraerea su Berlino, ed è atterrato forzatamente vicino ad Amsterdam l'8 settembre 1941. Come prigioniero di guerra, fece 9 tentativi di fuga, e fu uno dei soli 69 membri della RAF ad essere insignito della Military Cross nella seconda guerra mondiale. Stevens fu a capo dei contatti per l'Organizzazione "X" nel Compound orientale di Stalag Luft III dal 22 aprile 1943 fino all'evacuazione alla fine del gennaio 1945.
- Nicholas Alkemade, un mitragliere di coda inglese della Royal Air Force che è sopravvissuto a una caduta libera di 5490 m senza paracadute.

Alcuni detenuti nello Stalag Luft III proseguirono con notevoli carriere nel settore dello spettacolo e dello sport:
- L'attore britannico Peter Butterworth e lo scrittore inglese Talbot Rothwell erano entrambi detenuti dello Stalag Luft III; sono diventati amici e in seguito hanno lavorato insieme nei film Carry On. Butterworth è stato uno dei volteggiatori che ha coperto i fuggitivi durante la fuga.[71] Dopo la guerra, come attore affermato, Butterworth fece un provino per il film The Wooden Horse ma secondo i creatori del film "non sembrava abbastanza eroico o atletico in modo convincente".[72]
- L'attore britannico Rupert Davies ha avuto molti ruoli in produzioni teatrali; i suoi ruoli più famosi al cinema e in TV furono l'ispettore Maigret nella serie della BBC Maigret trasmessa in 52 episodi dal 1960 al 1963 e George Smiley nel film La spia che venne dal freddo.
- Lo scrittore e giornalista inglese Hugh Falkus fu un detenuto allo Stalag Luft III intorno al 1943, dopo che il suo Spitfire fu abbattuto in Francia. Secondo quanto riferito, Falkus ha lavorato su 13 tunnel di fuga durante il suo periodo di detenzione come prigioniero di guerra, sebbene non sia mai stato ufficialmente elencato come evaso.[73]
- Il romanziere e sceneggiatore americano Len Giovannitti, detenuto nel Center Compound dello Stalag Luft III. Navigatore nel 742° Bomb Squadron del 455° Bomb Group della Quindicesima Air Force, era alla sua 50ª missione quando il suo Consolidated B-24 Liberator fu abbattuto in Austria il 26 giugno 1944. Prigioniero di guerra per quasi un anno, scrisse le sue esperienze, tra cui la marcia invernale in Germania e la liberazione in Baviera, nel romanzo The Prisoners of Combine D, pubblicato da Henry Holt and Company (ASIN: B0007E6KMG).
- L'avvocato e intrattenitore caraibico/britannico Cy Grant, nato nella Guiana britannica, prestò servizio come tenente nella RAF e trascorse due anni come prigioniero di guerra, compreso il periodo nello Stalag Luft III. Dopo la guerra si diplomò come avvocato, ma divenne cantante, attore e autore. La sua è stata la prima faccia nera ad essere vista regolarmente sulla televisione britannica, cantando le notizie nel programma Tonight della BBC.[74][75]
- Wally Kinnan, uno dei primi meteorologi ben noti delle trasmissioni televisive statunitensi.
- Il lanciatore della Major League Baseball Phil Marchildon, trascorse nove mesi nel campo. Ha ripreso la sua carriera nel baseball dopo la guerra, vincendo 19 partite per i Philadelphia Athletics del 1947.
- Il personaggio televisivo americano per bambini Ray Rayner fu prigioniero nel campo.

Anche i detenuti dello Stalag Luft III furono coinvolti nella politica:
- Justin O'Byrne, trascorse più di tre anni come prigioniero di guerra, rappresentò la Tasmania al Senato australiano per 34 anni e fu Presidente del Senato australiano.[76]
- Il professore Basil Chubb, autore e docente di scienze politiche, trascorse 15 mesi nel campo dopo essere stato abbattuto in Germania.[77]
- Frederick Irving, diplomatico e funzionario statunitense.
- Charles W. Sandman Jr., un navigatore dell'USAAF, trascorse più di sette mesi nello Stalag Luft III. Sandman è entrato nel campo con un peso di circa 86 kg e ne è uscito con un peso di 57 kg. Nel suo diario, Sandman descrisse i rigidi inverni e le lotte per assicurarsi le razioni inviate dalla Croce Rossa americana. Dopo la guerra, venne eletto alla Camera dei rappresentanti degli Stati Uniti dal New Jersey e venne criticato per aver sostenuto il presidente Nixon durante lo scandalo del Watergate.
- Peter Thomas, in seguito Lord Thomas di Gwydir, dopo una carriera politica come politico conservatore gallese e ministro del governo britannico sotto Edward Heath, trascorse quattro anni come prigioniero di guerra compreso l'essere imprigionato a Stalag Luft III.

## Nella cultura popolare
Il campo di prigionia è stato identificato ufficialmente come Stalag Luft 3 dai tedeschi nella loro documentazione e sui cartellini identificativi rilasciati ai detenuti, e anche Paul Brickhill, nei suoi primi scritti sulla fuga, lo ha riportato in questo modo. Per il suo libro The Great Escape, i suoi editori inglesi lo cambiarono in Stalag Luft III, e tale è stata la sua influenza sulla cultura popolare che rimase Stalag Luft III.
Eric Williams era un navigatore su un bombardiere abbattuto e detenuto allo Stalag Luft III. Dopo la guerra, durante il lungo viaggio in mare verso casa, Williams scrisse Goon in the Block, un breve libro basato sulla sua esperienza vissuta. Quattro anni dopo, nel 1949, lo riscrisse come una narrazione in terza persona più lunga con il titolo The Wooden Horse, che fu il soggetto del filma noto come The Wooden Horse nel 1950. Inserì molti dettagli omessi nel suo primo libro, ma cambiò il suo nome in "Peter Howard", Michael Codner in "John Clinton" e Oliver Philpot in "Philip Rowe". Williams ha anche scritto un prequel, The Tunnel, uno studio esteso delle mentalità della vita da prigioniero di guerra. Sebbene non sia un romanzo di fuga, mostra il profondo bisogno di fuggire ed esplora i modi in cui la vita del campo ha influenzato le emozioni degli uomini.
Paul Brickhill era un pilota di Spitfire nato in Australia, fu abbattuto nel 1943 in Tunisia. Mentre era imprigionato allo Stalag Luft III, fu coinvolto nel tentativo di fuga. Non prese parte allo scavo del tunnel, ma fu responsabile dei "tirapiedi", le squadre di staffetta che avrebbero avvisato i prigionieri quando le squadre di ricerca tedesche fossero entrate nel campo. Inizialmente era stato programmato per essere uno dei primi fuggitivi, ma quando si scoprì che soffriva di claustrofobia, scalò in fondo alla lista. Dopo la guerra, Brickhill scrisse con Conrad Norton Escape to Danger (1946). Successivamente Brickhill scrisse uno studio più ampio e il primo importante resoconto della fuga in The Great Escape (1950), portando l'incidente ad un'ampia attenzione del pubblico. Questo libro è diventato la base del film (1963). Il film era basato su eventi reali ma con numerosi compromessi per il suo appeal commerciale, come l'inclusione di americani tra i fuggitivi (nessuno dei quali in realtà era americano): non ci sono state vere fughe in motocicletta o in aereo (la sequenza che coinvolge la fuga in un addestratore tedesco potrebbe essere stata ispirata dalla fuga di Bob Hoover dallo Stalag Luft I usando un FW-190), né i prigionieri catturati furono giustiziati sul posto. Il film ha fatto sì che la storia e la memoria dei cinquanta aviatori giustiziati rimanessero ampiamente conosciute, anche se in forma distorta.
La ricerca dei responsabili dell'omicidio degli ufficiali alleati, e i successivi processi, sono stati descritti in un film televisivo del 1988 intitolato The Great Escape II: The Untold Story. L'omicidio dei prigionieri in questo film è più accurato rispetto all'originale del 1963, con i prigionieri di guerra fucilati individualmente o in coppia, ma altre porzioni del film sono frutto di fantasia.
Il campo è stato la base per una missione per giocatore singolo e una mappa multigiocatore nel primo videogioco di Call of Duty. La maggior parte degli edifici e delle torri di guardia erano identiche al campo e la missione per giocatore singolo prevedeva il salvataggio di un ufficiale britannico da una cella di prigione che assomigliava molto all'edificio di isolamento del campo. Stalag Luft è anche un campo di prigionia giocabile nel gioco per computer e Xbox The Escapists, ma con un nome leggermente diverso di "Stalag Flucht".
The Great Escape è un videogioco, con la trama simile al film, per il computer Sinclair ZX Spectrum pubblicato da Ocean Software nel 1986, e successivamente portato per i computer Commodore 64, Amstrad CPC e DOS. L'ambiente del gioco era simile al campo vero e proprio, ma la presunta posizione era nel nord della Germania ed un lato del campo si affacciava sul Mare del Nord. La versione per Spectrum di The Great Escape è stata posizionata al numero 23 nella top 100 ufficiale di Your Sinclair.
The Great Escape è stato anche un gioco per console Xbox e PlayStation 2 pubblicato nel 2003. La trama segue quella del film del 1963, tranne per il fatto che ci sono anche livelli con alcune delle prime catture del personaggio ed i primi tentativi di fuga, oltre a un finale modificato.
Un DVD di un incontro del 1983 tenutasi a Chicago include una rievocazione di un interrogatorio tra Hans Scharff, principale interrogatore della Luftwaffe noto per il suo approccio sottile, e l'asso dell'aviazione americano Francis Gabreski. Questo segmento è ospitato da Ray Tolliver, autore di The Interrogator, dove sono incluse anche brevi interviste con alcuni degli ex prigionieri di guerra.

### Approfondimenti
- (EN) Peter Doyle, Jamie Pringle e Lawrence E. Babits, Stalag Luft III: The Archaeology of an Escaper’s Camp, in Prisoners of War: Archaeology, Memory, and Heritage of 19th- and 20th-Century Mass Internment, Springer, 2013,  pp. 129-144, ISBN 978-1-4614-4166-3.